# ヒル・GH1
ヒル・GH1 (Hill GH1) は、エンバシー・ヒルが1975年シーズンに投入したフォーミュラ1カー。アンディ・スモールマンが設計した。当初はローラ・T371 (Lola T371) と呼ばれていたが、スモールマンがローラを離脱してエンバシー・ヒルに加入した際に、ヒル・GH1と改名された。GH1は12戦で21回のエントリーを行い、合計6名のドライバーがドライブした。ポイント圏内で2度完走、3ポイントを得てコンストラクターズランキングで11位となった。

## レース戦歴
GH1は第3戦の南アフリカグランプリまで登場しなかった。デビュー戦でロルフ・シュトメレンは7位で完走した。スペイングランプリではグラハム・ヒルに代わってフランソワ・ミゴールがセカンドカーのステアリングを握った。このレースでシュトメレンは17周目にトップに立つが、26周目にリアウィングが脱落してバリアーに激突した。皮肉なことにウィングの脱落はメカニックが手を入れた直後のことであった。マシンは跳ね返ってコースに戻り、反対側のバリアーを飛び越えて5人の観客が死亡した。シュトメレン自身も足と手首を骨折、肋骨にヒビが入った。ミゴールはその時点で10位を走行していたが、トップからは11周遅れであったため、非完走扱いとなった。
この事故の結果、続くモナコグランプリでは決勝グリッドが18台に縮小された。この変更はグラハム・ヒルの予選通過へのチャンスに影響を与えた。モナコ5回の勝者はプラクティスで問題を抱え、0.377秒差で予選落ちとなった。第6戦ベルギーではヒルに代わってトニー・ブライズがステアリングを握り、シュトメレンに代わってミゴールが出場した。デビュー戦となったブライズは4列目からのスタートとなったが、決勝ではシケインでスピンし、18周目にピストンのトラブルでリタイアとなった。ミゴールは58周目にサスペンショントラブルでリタイアした。
第7戦スウェーデンではヴァーン・シュパンがセカンドカーのステアリングを握った。決勝でブライズはマーク・ダナヒューとロニー・ピーターソンを躱し、ランキングリーダーのエマーソン・フィッティパルディに挑んだが、ギアボックスが4速で詰まり、ダナヒューに抜き返された。しかしブライズは自身3度目のグランプリで6位に入賞、ポイントを獲得した。これはエンバシー・ヒルにとっても初のコンストラクターズポイントとなった。ブライズのポイントはF1キャリアにおける唯一のポイントとなった。シュパンは48周目にトランスミッションのトラブルでリタイアとなった。
第8戦オランダからアラン・ジョーンズがセカンドカーをドライブした。このレースではブライズが7位、ジョーンズは13位となった。フランスではブライズは7位、ジョーンズは16位となった。イギリスグランプリに先だってグラハム・ヒルは17シーズンに及ぶ現役生活からの引退を発表し、エンバシー・ヒル・チームの運営に集中することとなった。レースは終盤豪雨に見舞われ、最後まで走っていたマシンは6台のみであった。RACは56周でレースが成立したとして、ジョーンズは10位、ブライズは15位となった。第11戦ドイツはエンバシー・ヒルのベストとなった。ジョーンズは5位に入賞したが、ブライズはアクシデントでリタイアした。続くオーストリアでシュトメレンが復帰し、雨で短縮されたこのレースでシュトメレンは16位、ブライズは15位となった。イタリアでブライズは予選6位となり、3列目からのスタートとなった。しかしながらブライズ、シュトメレンの両者ともアクシデントでリタイアしている。最終戦アメリカではブライズのみのエントリーとなったが、5周目にアクシデントでリタイアした。

## 飛行機事故
1975年11月29日の夜、世界チャンピオンのグラハム・ヒルはフランスからロンドンに向けてパイパー・アステカ軽飛行機を操縦していた。乗客はチームマネージャーのレイ・ブリンブル、ドライバーのトニー・ブライズ、デザイナーのアンディ・スモールマン、メカニックのテリー・リチャーズ、トニー・アルコックであった。彼らは1976年用マシンのヒル・GH2をポール・リカール・サーキットでテストし、そこから帰国する途中であった。機はエルスツリー飛行場に着陸し、彼らはそこからロンドンのパーティー会場に向かう予定であった。午後10時頃、機体は濃霧の中アークリーのゴルフコースの林の木々にぶつかった。機体は爆発し、搭乗者は全員死亡した。サブマネージャーとメカニック2名のみが残されたエンバシー・ヒルは運営が不可能となり、チームは閉鎖した。

## F1における全成績
(key)（太字はポールポジション, 斜体はファステストラップ）
| 年     | チーム                                         | エンジン                      | ドライバー           | タイヤ | 1   | 2   | 3   | 4   | 5   | 6   | 7   | 8   | 9   | 10  | 11  | 12  | 13  | 14  | ポイント | 順位 |
| ------ | ---------------------------------------------- | ----------------------------- | -------------------- | ------ | --- | --- | --- | --- | --- | --- | --- | --- | --- | --- | --- | --- | --- | --- | -------- | ---- |
| 1975年 | エンバシー・レーシング・ウィズ・グラハム・ヒル | フォード コスワースDFV 3.0 V8 |                      | G      | ARG | BRA | RSA | ESP | MON | BEL | SWE | NED | FRA | GBR | GER | AUT | ITA | USA | 3        | 11位 |
| 1975年 | エンバシー・レーシング・ウィズ・グラハム・ヒル | フォード コスワースDFV 3.0 V8 | ロルフ・シュトメレン | G      |     |     | 7   | Ret |     |     |     |     |     |     |     | 16  | Ret |     | 3        | 11位 |
| 1975年 | エンバシー・レーシング・ウィズ・グラハム・ヒル | フォード コスワースDFV 3.0 V8 | ヴァーン・シュパン   | G      |     |     |     |     |     |     | Ret |     |     |     |     |     |     |     | 3        | 11位 |
| 1975年 | エンバシー・レーシング・ウィズ・グラハム・ヒル | フォード コスワースDFV 3.0 V8 | アラン・ジョーンズ   | G      |     |     |     |     |     |     |     | 13  | 16  | 10  | 5   |     |     |     | 3        | 11位 |
| 1975年 | エンバシー・レーシング・ウィズ・グラハム・ヒル | フォード コスワースDFV 3.0 V8 | フランソワ・ミゴール | G      |     |     |     | NC  |     | Ret |     |     |     |     |     |     |     |     | 3        | 11位 |
| 1975年 | エンバシー・レーシング・ウィズ・グラハム・ヒル | フォード コスワースDFV 3.0 V8 | グラハム・ヒル       | G      |     |     |     |     | DNQ |     |     |     |     |     |     |     |     |     | 3        | 11位 |
| 1975年 | エンバシー・レーシング・ウィズ・グラハム・ヒル | フォード コスワースDFV 3.0 V8 | トニー・ブライズ     | G      |     |     |     |     |     | Ret | 6   | 7   | 7   | 15  | Ret | 15  | Ret | Ret | 3        | 11位 |

## ノンタイトル戦における全成績
(key) （太字はポールポジション、斜体はファステストラップ）
| 年     | チーム                                         | エンジン                | ドライバー           | タイヤ | 1   | 2   | 3   |
| ------ | ---------------------------------------------- | ----------------------- | -------------------- | ------ | --- | --- | --- |
| 1975年 | エンバシー・レーシング・ウィズ・グラハム・ヒル | フォード-コスワース DFV |                      | G      | ROC | INT | SUI |
| 1975年 | エンバシー・レーシング・ウィズ・グラハム・ヒル | フォード-コスワース DFV | ロルフ・シュトメレン | G      | 9   |     | 12  |
| 1975年 | エンバシー・レーシング・ウィズ・グラハム・ヒル | フォード-コスワース DFV | グラハム・ヒル       | G      |     | 11  |     |

## 参照
1. ↑  “Hill GH1”. f1technical.net. 2015年12月8日閲覧。
2. ↑  “Lola T371”. f1technical.net. 2015年12月8日閲覧。
3. ↑  “Lola's Formula One heritage”. Motor Sport magazine (1996年12月). 2015年9月1日閲覧。
4. ↑  “Hill GH1 Cosworth”. 2015年12月8日閲覧。
5. ↑  Ewald, Klaus (2006年). “Hill Ford GH2”. research-racing.de. 2015年9月4日閲覧。
6. ↑  Henry, Alan (1975年4月). “The South African Grand Prix”. MotorSport magazine archive. p. 36. 2015年10月11日閲覧。
7. ↑  Jenkinson, Denis (1975年6月). “The Spanish Grand Prix-Catastrophic”. Motor Sport magazine archive. 2015年9月4日閲覧。
8. ↑  Jenkinson, Denis (1975年6月). “The 33rd Monaco Grand Prix: Lauda all the way”. MotorSport magazine archive. p. 26. 2015年10月11日閲覧。
9. ↑  Jenkinson, Denis (1975年7月). “Grote Prijs van Belgie - Another Ferrari domination”. MotorSport magazine archive. p. 34. 2015年10月12日閲覧。
10. ↑  Jenkinson, Denis (1975年7月). “The Swedish Grand Prix - Ferrari Again”. MotorSport magazine archive. p. 21. 2015年10月12日閲覧。
11. ↑  Jenkinson, Denis (1975年8月). “The Dutch Grand Prix - An Englishman wins”. MotorSport magazine archive. p. 21. 2015年10月12日閲覧。
12. ↑  Jenkinson, Denis (1975年8月). “The French Grand Prix - Runaway win for Ferrari”. MotorSport magazine archive. p. 57. 2015年10月13日閲覧。
13. ↑  Jenkinson, Denis (1975年9月). “The British Grand Prix - Chaotic”. MotorSport magazine archive. p. 45. 2015年10月13日閲覧。
14. ↑  Jenkinson, Denis (1975年9月). “The German Grand Prix - Reality”. MotorSport magazine archive. p. 26. 2015年10月13日閲覧。
15. ↑  Jenkinson, Denis (October 1975), “The Austrian Grand Prix - A washout”, Motor Sport magazine:  p. 1131
16. ↑  Jenkinson, Denis (October 1975), “The Italian Grand Prix - A Ferrari Walk-over”, Motor Sport magazine:  p. 1115
17. ↑  Henry, Alan (1975年11月). “The United States GP - Lauda rounds it off”. MotorSport magazine archive. p. 26. 2015年10月13日閲覧。
18. ↑  BBC, This day in history-- 1975: Graham Hill killed in air crash.
19. ↑  Graham Hill, 46, Retired Racer, In Fatal Crash Piloting His Plane. UPI News Service. December 1, 1975 (Monday) New York Times archive
20. ↑  “Motor racing legend Graham Hill killed in a plane crash”. The Guardian (London: Guardian Newspapers). (2008年12月2日) 2011年10月24日閲覧。
21. ↑  Bardon, P. “Report on the accident at Arkley Golf Course”. AAIB Formal Reports.   Air Accidents Investigations Branch. 2011年10月24日閲覧。
22. ↑  “The Swiss Grand Prix”, Motor Sport magazine:  p. 1125, (October 1975)